# 周玉麟
周玉麟（1906年—1928年），字麟书，化名张仁，男，山西晋城人，中国近代政治人物。

## 生平
周玉麟是山西晋城巴公镇人。1916年，考入晋城高等小学。1922年，进入太原省立第一中学，参与学校运动。之后担任共青团太原地委组织部长、书记等职。1928年，担任共青团山西省委书记。后因马希援叛变被捕，同年9月25日，因刑讯逼供去世。